# 金特里維爾 (密蘇里州金特里縣)
金特里維爾（英語：Gentryville）是位於美國密蘇里州金特里縣的非建制地區。

## 歷史
金特里維爾的郵局於1846年設立，其後於1938年停運。

## 地理
金特里維爾所處的海拔為高於海平面256米（即840英呎），而該地所採用的時區為UTC-6，即北美中部時區（CST）。同時該地設有夏令時間，為UTC-6調快一小時，即UTC-5（CDT）。